# Décès en octobre 2017
Décès
- 2013
- 2014
- 2015
- 2016
- 2017
- 2018
- 2019
- 2020
- 2021

Pour une information complémentaire, voir la page d'aide.

| Date        | Nom                                   | Activités | Âge   | Source |
| ----------- | ------------------------------------- | --- | ----- | ------ |
| 1er octobre | Olivier Baudry                        | Footballeur français. | 44    |        |
| 1er octobre | Pierluigi Cappello                    | Poète italien. | 50    | (it)   |
| 1er octobre | Robert D. Hales                       | Haut dignitaire mormon américain.                                                                                        | 85    | (en)   |
| 1er octobre | Arthur Janov                          | Psychologue américain | 93    |        |
| 1er octobre | Edmond Maire                          | Syndicaliste français.                                                                                                   | 86    |        |
| 1er octobre | István Mészáros                       | Philosophe hongrois. | 86    | (es)   |
| 1er octobre | Philippe Rahmy                        | Poète et écrivain suisse.                                                                                                | 52    |        |
| 1er octobre | Larissa Volpert                       | Joueuse d'échecs soviétique puis estonienne.                                                                             | 91    | (ee)   |
| 2 octobre   | Ljubomir Barin                        | Agent croate de football.                                                                                                | 85    |        |
| 2 octobre   | Anne Bert                             | Écrivaine française. | 59    |        |
| 2 octobre   | Warren Burton                         | Acteur américain. | 72    | (en)   |
| 2 octobre   | Klaus Huber                           | Compositeur et professeur de musique suisse.                                                                             | 92    | (it)   |
| 2 octobre   | Edwin Niblock Lightfoot               | Physicien, chimiste et biologiste américain.                                                                             | 92    | (en)   |
| 2 octobre   | Daniela Marzano                       | Joueuse de tennis italienne.                                                                                             | 67    | (it)   |
| 2 octobre   | Paul Otellini                         | Dirigeant d'entreprise américain.                                                                                        | 66    | (en)   |
| 2 octobre   | Marcel Perrier                        | Prélat français, évêque de Pamiers de 2000 à 2008.                                                                       | 84    |        |
| 2 octobre   | Tom Petty                             | Chanteur et guitariste américain de rock.                                                                                | 66    |        |
| 2 octobre   | Neil Smelser                          | Sociologue américain. | 87    | (en)   |
| 3 octobre   | Christian Huetz de Lemps              | Géographe, historien et professeur émérite français.                                                                     | 79    |        |
| 3 octobre   | Michel Jouvet                         | Neurobiologiste français.                                                                                                | 91    |        |
| 3 octobre   | André Lévy                            | Sinologue français. | 91    |        |
| 3 octobre   | Victorino Martín                      | Rancher espagnol. | 88    |        |
| 3 octobre   | Jalal Talabani                        | Homme politique kurde et irakien, Président (2005-2014).                                                                 | 83    |        |
| 4 octobre   | Bronisław Chromy                      | Peintre, sculpteur, dessinateur et graveur polonais.                                                                     | 92    | (pl)   |
| 4 octobre   | Liam Cosgrave                         | Homme politique irlandais.                                                                                               | 97    | (en)   |
| 4 octobre   | Lyudmila Gureyeva                     | Joueuse de volley-ball soviétique, médaillée d'argent aux Jeux olympiques d'été de 1964.                                 | 74    | (ru)   |
| 4 octobre   | Karel Kolář                           | Athlète de sprint tchèque.                                                                                               | 61    | (cs)   |
| 4 octobre   | Yosihiko Sinoto                       | Anthropologue américain.                                                                                                 | 93    | (ja)   |
| 5 octobre   | Alain Billon                          | Homme politique français.                                                                                                | 75    |        |
| 5 octobre   | Antonius Geurts                       | Kayakiste néerlandais, médaillé d'argent aux Jeux olympiques d'été de 1964.                                              | 85    | (de)   |
| 5 octobre   | Georges Griffiths                     | Footballeur ivoirien. | 27    |        |
| 5 octobre   | Dan Hanganu                           | Architecte canadien. | 78    |        |
| 5 octobre   | António de Macedo                     | Réalisateur, scénariste, monteur et producteur portugais.                                                                | 86    | (pt)   |
| 5 octobre   | Giorgio Pressburger                   | Écrivain, réalisateur, scénariste et dramaturge hongrois puis italien.                                                   | 80    | (hu)   |
| 5 octobre   | Anne Wiazemsky                        | Écrivaine, comédienne et réalisatrice française.                                                                         | 70    |        |
| 5 octobre   | Eberhard van der Laan                 | Avocat et homme politique néerlandais.                                                                                   | 62    | (de)   |
| 6 octobre   | Roberto Anzolin                       | Footballeur puis entraîneur italien.                                                                                     | 79    | (it)   |
| 6 octobre   | Terry Downes                          | Boxeur anglais. | 81    | (en)   |
| 6 octobre   | François Gault                        | Journaliste et écrivain français.                                                                                        | 84    |        |
| 6 octobre   | Marek Gołąb                           | Haltérophile polonais, médaillé de bronze aux Jeux olympiques d'été de 1968.                                             | 77    | (pl)   |
| 6 octobre   | Connie Hawkins                        | Basketteur américain. | 75    | (en)   |
| 6 octobre   | Ralphie May                           | Acteur américain. | 45    | (de)   |
| 6 octobre   | Jean-Yves Soucy                       | Écrivain canadien. | 72    |        |
| 7 octobre   | Hugo Budinger                         | Joueur de hockey sur gazon allemand, médaillé de bronze aux Jeux olympiques d'été de 1956.                               | 90    | (de)   |
| 7 octobre   | George Dempsey                        | Basketteur américain. | 88    | (en)   |
| 7 octobre   | Hugo Dollheiser                       | Joueur de hockey sur gazon allemand, médaillé de bronze aux Jeux olympiques d'été de 1956.                               | 90    | (de)   |
| 7 octobre   | Viatcheslav Vsevolodovitch Ivanov     | Linguiste, poète, historien, philosophe et traducteur soviétique puis russe.                                             | 88    | (ru)   |
| 7 octobre   | Temir Jumakadyrov                     | Homme politique kirghize.                                                                                                | 38    | (en)   |
| 7 octobre   | Catherine Prévert                     | Scripte française. | 72    |        |
| 7 octobre   | Antun Rudinski                        | Footballeur puis entraîneur yougoslave                                                                                   | 80    | (de)   |
| 7 octobre   | Kundan Shah                           | Réalisateur et scénariste indien.                                                                                        | 69    | (en)   |
| 8 octobre   | Rafael Asca                           | Footballeur international péruvien.                                                                                      | 92    | (es)   |
| 8 octobre   | Aldo Biscardi                         | Journaliste et animateur de télévision italien.                                                                          | 86    | (it)   |
| 8 octobre   | Slim Chaker                           | Homme politique tunisien.                                                                                                | 56    |        |
| 8 octobre   | Claude Esclatine                      | Dirigeant de l'audiovisuel français.                                                                                     | 64    |        |
| 8 octobre   | Grady Tate                            | Batteur et chanteur américain de jazz.                                                                                   | 85    | (en)   |
| 8 octobre   | Y. A. Tittle                          | Joueur américain de football américain.                                                                                  | 90    | (en)   |
| 9 octobre   | Emmanuel Busto                        | Coureur cycliste français.                                                                                               | 85    |        |
| 9 octobre   | Armando Calderón Sol                  | Homme politique salvadorien, Président (1994-1999).                                                                      | 69    | (es)   |
| 9 octobre   | Hessie                                | Artiste textile française.                                                                                               | 81    |        |
| 9 octobre   | Yōji Kondō                            | Astronome japonais. | 84    | (en)   |
| 9 octobre   | Jean Rochefort                        | Acteur français. | 87    |        |
| 9 octobre   | József Tóth                           | Footballeur hongrois. | 88    | (hu)   |
| 10 octobre  | Cho Jin-ho                            | Footballeur puis entraîneur sud-coréen.                                                                                  | 44    | (ko)   |
| 10 octobre  | Michel Diefenbacher                   | Homme politique français.                                                                                                | 70    |        |
| 10 octobre  | Pentti Holappa                        | Écrivain et poète finlandais.                                                                                            | 90    | (fi)   |
| 10 octobre  | Jacqueline Jefford                    | Actrice française. | 88    |        |
| 11 octobre  | Pierre Beetschen                      | Footballeur franco Suisse                                                                                                | 83    |        |
| 11 octobre  | Don Pedro Colley                      | Acteur américain. | 79    | (en)   |
| 11 octobre  | Clifford Husbands                     | Homme politique barbadien.                                                                                               | 91    | (en)   |
| 11 octobre  | Christiane Mora                       | Femme politique et historienne française.                                                                                | 78    |        |
| 11 octobre  | Henri Morez                           | Peintre et dessinateur de presse français.                                                                               | 95    |        |
| 12 octobre  | Erwin Moser                           | Auteur pour la jeunesse autrichien.                                                                                      | 63    | (de)   |
| 12 octobre  | André Ravéreau                        | Architecte français. | 98    |        |
| 13 octobre  | Pierre Hanon                          | Footballeur belge. | 80    |        |
| 13 octobre  | William Lombardy                      | Joueur d'échecs américain.                                                                                               | 79    | (en)   |
| 13 octobre  | Albert Zafy                           | Homme politique malgache, Président (1993-1996).                                                                         | 90    |        |
| 14 octobre  | Wolfgang Bötsch                       | Homme politique allemand.                                                                                                | 79    | (de)   |
| 14 octobre  | Lazhar Bououni                        | Homme politique tunisien.                                                                                                | 69    |        |
| 14 octobre  | Roger de Lageneste                    | Pilote de rallye automobile français                                                                                     | 87    |        |
| 14 octobre  | Yambo Ouologuem                       | Écrivain malien. | 77    |        |
| 14 octobre  | Daniel Webb                           | Lanceur de relève américain de baseball.                                                                                 | 28    | (en)   |
| 14 octobre  | Richard Wilbur                        | Poète américain. | 96    | (en)   |
| 15 octobre  | Alain Meilland                        | Chanteur, comédien et metteur en scène français libertaire.                                                              | 69    |        |
| 15 octobre  | Hervé Prudon                          | Écrivain, journaliste et scénariste français.                                                                            | 66    |        |
| 15 octobre  | Anton Quintana                        | Romancier et scénariste néerlandais.                                                                                     | 80    | (nl)   |
| 15 octobre  | Hernán Silva Arce                     | Arbitre de football chilien.                                                                                             | 68    | (es)   |
| 15 octobre  | Serge Thion                           | Journaliste et sociologue français.                                                                                      | 75    |        |
| 16 octobre  | Daphne Caruana Galizia                | Journaliste et blogueuse maltaise.                                                                                       | 53    | (de)   |
| 16 octobre  | Roy Dotrice                           | Acteur britannique. | 94    | (en)   |
| 16 octobre  | John Dunsworth                        | Acteur canadien. | 71    | (en)   |
| 16 octobre  | Victor Gobert                         | Photographe, écrivain, historien et homme politique français.                                                            | 93    |        |
| 16 octobre  | Isnilon Hapilon                       | Djihadiste philippin. | 51    |        |
| 16 octobre  | Henri Hours                           | Archiviste et historien français.                                                                                        | 91    |        |
| 16 octobre  | Koichi Kishi                          | Homme politique japonais.                                                                                                | 77    | (ja)   |
| 16 octobre  | Boubacar Wane                         | Officier général sénégalais.                                                                                             | 78/79 |        |
| 17 octobre  | Robert Butow                          | Historien américain. | 93    | (en)   |
| 17 octobre  | Sylviane Carpentier                   | Femme française, Miss France 1953.                                                                                       | 84    |        |
| 17 octobre  | Danielle Darrieux                     | Actrice française | 100   |        |
| 17 octobre  | Gord Downie                           | Chanteur canadien. | 53    | (en)   |
| 17 octobre  | Ingvar Lidholm                        | Compositeur suédois. | 96    | (sv)   |
| 17 octobre  | Julian May                            | Écrivaine américaine. | 86    | (en)   |
| 17 octobre  | Dunc Rousseau                         | Joueur canadien de hockey sur glace.                                                                                     | 72    | (en)   |
| 17 octobre  | Harry Stradling Jr.                   | Directeur de photographie américain.                                                                                     | 92    | (en)   |
| 18 octobre  | Gregory Baum                          | Théologien, philosophe et professeur canadien.                                                                           | 94    |        |
| 18 octobre  | Brent Briscoe                         | Acteur américain. | 56    | (en)   |
| 18 octobre  | Ross Chambers                         | Théoricien de la littérature australien et américain.                                                                    | 84    | (en)   |
| 18 octobre  | Marino Perani                         | Footballeur puis entraîneur italien.                                                                                     | 77    | (it)   |
| 18 octobre  | Ricardo Jamin Vidal                   | Cardinal philippin. | 86    | (en)   |
| 18 octobre  | Rosario Villari                       | Historien et Homme politique italien.                                                                                    | 92    | (it)   |
| 18 octobre  | Issam Zahreddine                      | Major-général syrien. | 56    | (en)   |
| 19 octobre  | Jacques Bobe                          | Homme politique français.                                                                                                | 81    |        |
| 19 octobre  | Jacques Flamand                       | Éditeur franco-ontarien.                                                                                                 | 82    |        |
| 19 octobre  | Ghislain Hiance                       | Homme politique belge wallon.                                                                                            | 83    |        |
| 19 octobre  | Umberto Lenzi                         | Réalisateur italien. | 86    |        |
| 19 octobre  | Miguel Loayza                         | Footballeur péruvien. | 77    | (es)   |
| 19 octobre  | Honorine Rondello                     | Supercentenaire française.                                                                                               | 114   |        |
| 20 octobre  | Jeanne Brousse                        | Résistante et Juste parmi les nations française.                                                                         | 96    |        |
| 20 octobre  | Ugo Fangareggi                        | Acteur italien. | 79    | (it)   |
| 20 octobre  | Federico Luppi                        | Acteur argentin. | 81    | (es)   |
| 20 octobre  | Justin Reed                           | Joueur américain de basket-ball.                                                                                         | 35    | (en)   |
| 20 octobre  | Mathieu Riebel                        | Coureur cycliste français.                                                                                               | 20    |        |
| 20 octobre  | Mustapha Tlili                        | Écrivain tunisien. | 80    |        |
| 21 octobre  | Robert Getchell                       | Scénariste américain. | 81    | (en)   |
| 21 octobre  | Rosemary Leach                        | Actrice britannique. | 81    | (en)   |
| 21 octobre  | Gilbert Stork                         | Chimiste américain. | 95    | (en)   |
| 21 octobre  | Herbert Strabel                       | Directeur artistique allemand.                                                                                           | 90    | (de)   |
| 21 octobre  | Tom van Vollenhoven                   | Joueur de rugby à XV et de rugby à XIII sud-africain.                                                                    | 82    | (en)   |
| 22 octobre  | Elsa Girardot                         | Escrimeuse française. | 44    |        |
| 22 octobre  | Fernand Picot                         | Coureur cycliste français.                                                                                               | 87    |        |
| 22 octobre  | Scott Putesky                         | Musicien américain. | 49    | (en)   |
| 22 octobre  | Geraldo Verdier                       | Évêque franco-brésilien, évêque émérite de Guajará-Mirim au Brésil.                                                      | 80    | (pt)   |
| 22 octobre  | Louis Viannet                         | Syndicaliste français.                                                                                                   | 84    |        |
| 22 octobre  | Jean-Jacques Werner                   | Compositeur et chef d'orchestre français.                                                                                | 82    |        |
| 23 octobre  | Corrado Böhm                          | Informaticien théoricien italien.                                                                                        | 94    | (it)   |
| 23 octobre  | Reinhold Durnthaler                   | Bobeur autrichien, médaillé d'argent aux Jeux olympiques d'hiver de 1964 et aux Jeux olympiques d'hiver de 1968.         | 74    | (de)   |
| 23 octobre  | Walter Lassally                       | Directeur de la photographie allemand.                                                                                   | 90    | (en)   |
| 23 octobre  | Joyce McLaughlin                      | Mathématicienne américain.                                                                                               | 78    | (en)   |
| 23 octobre  | Paul J. Weitz                         | Astronaute américain. | 85    | (en)   |
| 23 octobre  | George Young                          | Musicien de rock australien.                                                                                             | 70    | (en)   |
| 24 octobre  | Paul Destribats                       | Collectionneur français.                                                                                                 | 91    |        |
| 24 octobre  | Girija Devi                           | Chanteuse indienne. | 88    | (en)   |
| 24 octobre  | Fats Domino                           | Chanteur américain de rhythm and blues.                                                                                  | 89    | (en)   |
| 24 octobre  | Robert Guillaume                      | Acteur et réalisateur américain.                                                                                         | 89    | (en)   |
| 24 octobre  | Yasutaka Komiya                       | Artisan d'art japonais.                                                                                                  | 91    | (ja)   |
| 24 octobre  | Andrew W. Lewis                       | Historien médiéviste américain                                                                                           | 74    |        |
| 24 octobre  | Jacques Marchand                      | Journaliste français. | 96    |        |
| 24 octobre  | Fu Quanxiang                          | Actrice chinoise. | 94    | (zh)   |
| 24 octobre  | Irruppam Veedu Sasidaran (I. V. Sasi) | Réalisateur indien. | 69    | (en)   |
| 24 octobre  | Philippe Vecchi                       | Journaliste français. | 53    |        |
| 25 octobre  | Patrick Jusseaume                     | Dessinateur de bande dessinée français.                                                                                  | 65    |        |
| 25 octobre  | Maud Linder                           | Réalisatrice française.                                                                                                  | 93    |        |
| 25 octobre  | Peter Lötscher                        | Escrimeur suisse, médaillé d'argent aux Jeux olympiques d'été de 1972.                                                   | 76    | (en)   |
| 25 octobre  | Peter MacGregor-Scott                 | Producteur britannique.                                                                                                  | 69    | (en)   |
| 25 octobre  | John Mollo                            | Costumier britannique.                                                                                                   | 86    | (en)   |
| 25 octobre  | Bernard Lédéa Ouédraogo               | Homme politique français puis burkinabé.                                                                                 | 87    |        |
| 25 octobre  | Vincent Warren                        | Danseur québécois d'origine américaine.                                                                                  | 79    |        |
| 26 octobre  | Ian McLeod                            | Arbitre sud-africain de football.                                                                                        | 63    | (en)   |
| 26 octobre  | Nelly Olin                            | Femme politique française.                                                                                               | 76    |        |
| 27 octobre  | Clara Halter                          | Sculptrice française. | 75    |        |
| 27 octobre  | Dieter Kurrat                         | Footballeur allemand. | 75    | (de)   |
| 27 octobre  | Abdoulaye Soulama                     | Footballeur burkinabé.                                                                                                   | 37    |        |
| 27 octobre  | Katalin Szőke                         | Nageuse hongroise, double championne aux Jeux olympiques d'été de 1952.                                                  | 82    | (hu)   |
| 28 octobre  | Yves Barau                            | Homme politique français.                                                                                                | 89    |        |
| 28 octobre  | Yvonne Baseden                        | Espionne française, agent du service secret britannique Special Operations Executive pendant la Seconde Guerre mondiale. | 95    | (en)   |
| 28 octobre  | Lionel Galand                         | Linguiste français. | 97    |        |
| 28 octobre  | Josaphat-Robert Large                 | Poète et romancier haïtien.                                                                                              | 74    |        |
| 28 octobre  | Manuel Sanchís Martínez               | Footballeur espagnol. | 79    |        |
| 28 octobre  | Bernard Roy                           | Chercheur et professeur émérite de mathématiques appliquées français.                                                    | 83    |        |
| 28 octobre  | Jacques Sauvageot                     | Homme politique français.                                                                                                | 74    |        |
| 28 octobre  | Willy Schroeders                      | Cycliste sur route belge.                                                                                                | 84    | (de)   |
| 29 octobre  | Muhal Richard Abrams                  | Pianiste de jazz américain.                                                                                              | 87    | (en)   |
| 29 octobre  | Claude Dulong                         | Historienne français. | 95    |        |
| 29 octobre  | Richard Hambleton                     | Peintre et graffeur canadien.                                                                                            | 65    | (en)   |
| 29 octobre  | Elena Lagadinova                      | Partisane et femme politique bulgare                                                                                     | 87    | (en)   |
| 29 octobre  | Anthony Madigan                       | Boxeur australien, médaillé de bronze aux Jeux olympiques d'été de 1960.                                                 | 87    | (en)   |
| 29 octobre  | Didier Motchane                       | Haut fonctionnaire et homme politique français.                                                                          | 86    |        |
| 29 octobre  | Manfredi Nicoletti                    | Architecte italien. | 87    | (it)   |
| 29 octobre  | Linda Nochlin                         | Chercheuse en histoire de l'art américaine.                                                                              | 86    | (en)   |
| 29 octobre  | Juanita Quigley                       | Actrice américaine. | 86    | (en)   |
| 29 octobre  | Peter Schutz                          | Homme d'affaires allemand.                                                                                               | 87    | (de)   |
| 29 octobre  | Ninian Stephen                        | Magistrat et homme d'État australien.                                                                                    | 94    | (en)   |
| 30 octobre  | Fred Beckey                           | Alpiniste américain. | 94    | (en)   |
| 30 octobre  | Algimantas Butnorius                  | Joueur d'échecs lituanien.                                                                                               | 70    | (lt)   |
| 30 octobre  | Éric Gautier                          | Homme politique français.                                                                                                | 70    |        |
| 30 octobre  | János Halász                          | Basketteur hongrois. | 88    | (hu)   |
| 30 octobre  | Judy Martz                            | Femme politique américaine.                                                                                              | 74    | (en)   |
| 30 octobre  | Salvador Minuchin                     | Thérapeute argentin. | 96    | (en)   |
| 30 octobre  | Eugène Parlier                        | Footballeur suisse. | 88    |        |
| 30 octobre  | Daniel Viglietti                      | Chanteur, compositeur et guitariste uruguayen.                                                                           | 78    |        |
| 30 octobre  | Abbas Zandi                           | Lutteur iranien. | 87    | (en)   |
| 31 octobre  | Mircea Drăgan                         | Réalisateur et scénariste roumain.                                                                                       | 85    | (ro)   |
| 31 octobre  | Alain Mottet                          | Acteur français. | 88    |        |